# 瀞川平

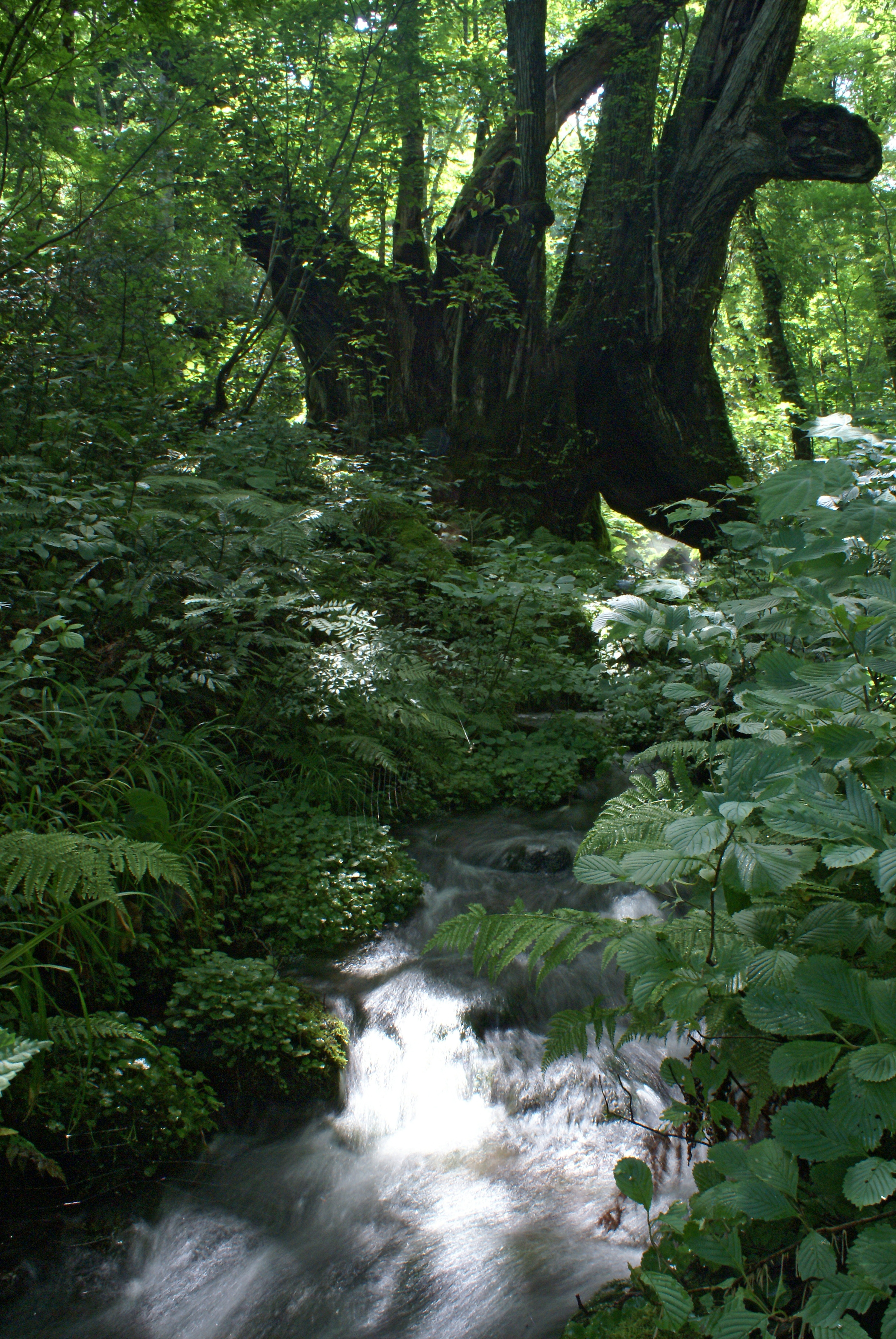
瀞川平のマザーツリー「和池の大カツラ」と
湧水「千年水」を集めて流れる小川

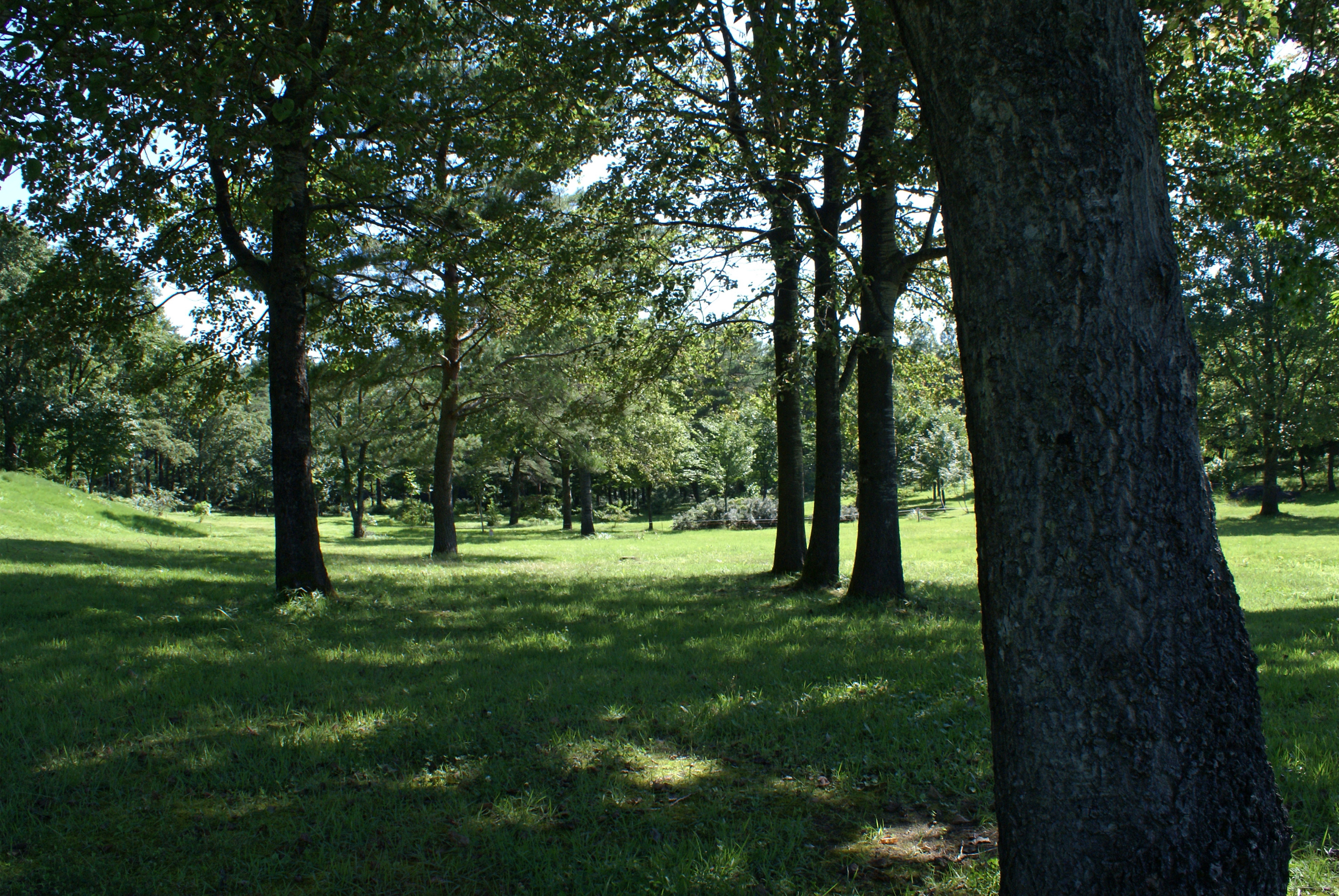
瀞川山中腹の平原

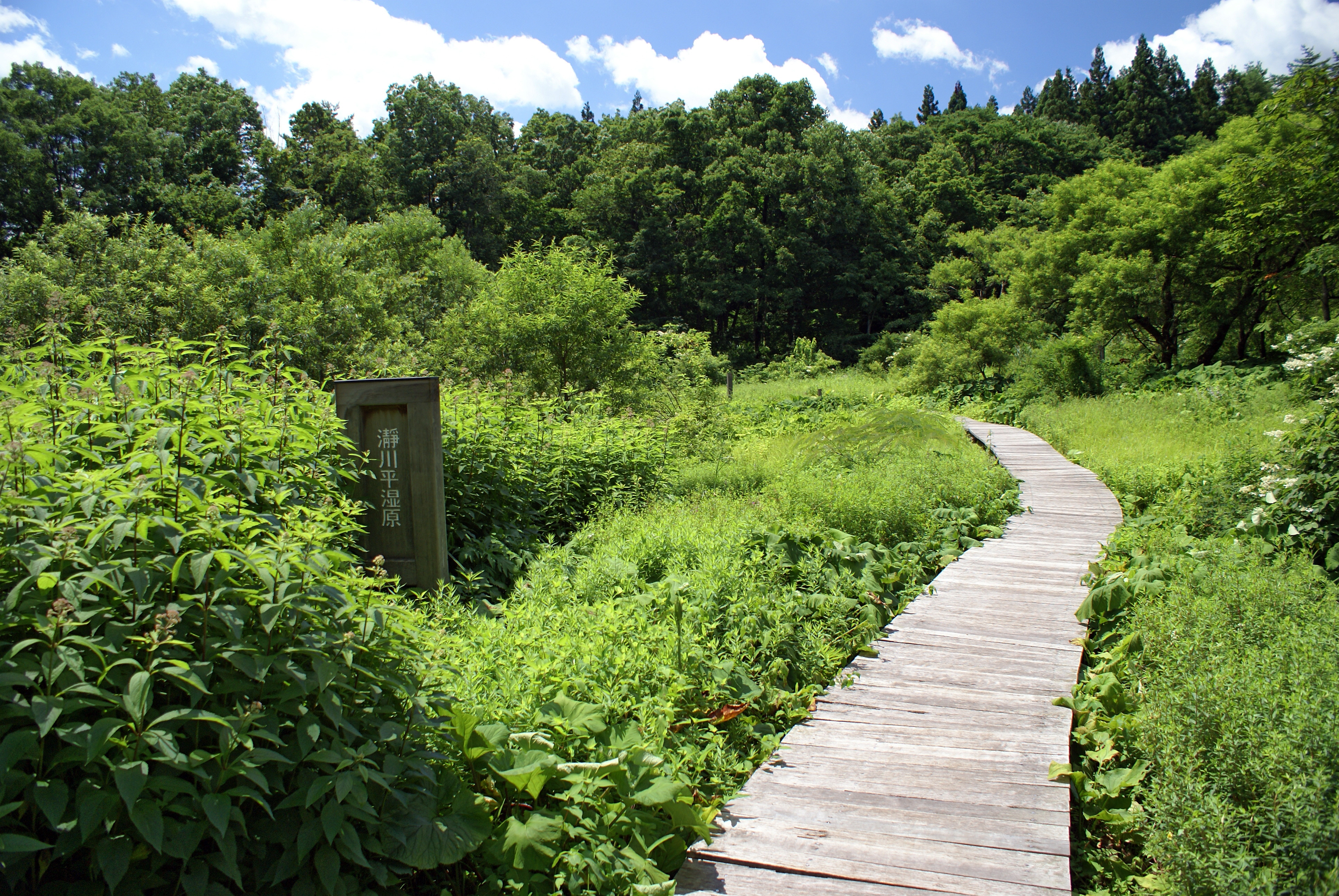
瀞川平湿原（但馬高原植物園）

瀞川平（とろかわたいら）は兵庫県美方郡香美町の瀞川山中腹、標高700mに位置する高原。兵庫県観光百選第1位に選ばれる自然景勝地である。
兎和野高原の南、ハチ北高原の北、瀞川渓谷の南東隣に位置する、周囲を麗峰に囲まれた景勝地で、水温10℃日量5000tの湧水千年水によって雄大な森林と高層湿原（瀞川平湿原）が形成されバイカモ、ミズアオイ、ギンリョウソウモドキ、ヤブマメ、キクバヤマボクチ、オケラ　ヤマシャクヤクなど約1000種の植物が自生する。
一帯は氷ノ山後山那岐山国定公園の区域に指定されている。

## 名所・施設
- 但馬高原植物園 - 瀞川平の瑞々しい自然景観をいかしつつ整備した日本初のオーバーラントガルデン。面積15ha
  - 瀞川平湿原
  - 和池の大カツラ - 樹齢1000年以上、樹高約38m、幹周囲約16m、県指定天然記念物
  - 千年水 - 湧水の渓流。「かつらの千年水」の名称で平成の名水百選に選定
- 兵庫県立木の殿堂
- 瀞川滝
- 瀞川渓谷（日本の秘境100選）

## 交通アクセス
- JR山陰本線 八鹿駅から全但バスで50分「福岡 ハチ北口」下車、徒歩50分

## 周辺情報
- 兎和野高原（日本百景） - 兎和野高原野外教育センター
- リゾートヴィラハチ北(旧ロッジかどま)
- 鉢伏山 - ハチ高原、ハチ北高原
- 猿尾滝 - 日本の滝100選
- 熊波渓谷
- 久須部渓谷 - 要滝、三段滝、鈴滝
- 氷ノ山（日本の秘境100選、日本二百名山）
- 神鍋高原・神鍋山・神鍋渓谷
- 天滝渓谷（森林浴の森100選） - 天滝（日本の滝100選）
- 杉ヶ沢高原